# Akranesvöllur
L'Akranesvöllur, dal 2013 conosciuto come Norðurálsvöllur, è un impianto sportivo di Akranes in Islanda. È principalmente usato per gli incontri di calcio ed è utilizzato dalle squadre dello ÍA Akranes, maschili e femminili.
Lo stadio fu costruito nel 1935, ma la squadra attuale fu formata solo nel 1946.

L'impianto sportivo è a pochi passi dalla scogliera e la sua unica tribuna volta le spalle al mare. La capienza totale è di circa 5 550 spettatori di cui 718 posti a sedere nella tribuna coperta, 332 posti sulla gradinata scoperta e 4 500 posti in piedi attorno al campo e sui terrapieni frontali e laterali.